# Fylgja

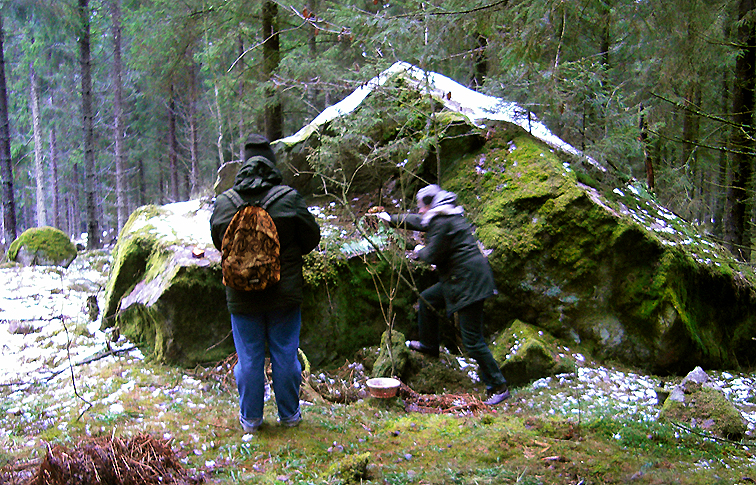
Storbuckasten (de steen op de foto) in Sörby, Zweden, is een plaats waar offers worden gebracht onder andere ter ere van Fylgjas.

Fylgja (Oudnoords voor "metgezel"; meervoud fylgjur) is in de Noordse mythologie een bovennatuurlijk wezen of dier dat een persoon begeleidt met betrekking tot zijn lot en fortuin. Fylgjur verschijnen meestal tijdens de slaap in de vorm van een dier, maar volgens de sagen kunnen ze ook verschijnen terwijl iemand wakker is. Het soort dier zou afhankelijk zijn van de persoonlijkheid van betrokkene. Bij een strijdlustig of opstandig persoon is de fylgja zeer waarschijnlijk een wolf of een beer. Bij een rustig en geduldig persoon zal de fylgja waarschijnlijk de vorm van een hert aannemen.
Het zien van iemands fylgja is een voorteken van zijn naderende dood. Echter, wanneer fylgjur verschijnen als vrouwenfiguren, dan zijn ze te beschouwen als gidsen voor mensen of hun familie (ættir).
Zowel Orchard als Simek constateren overeenkomsten tussen de begrippen hamingja and fylgja.